# ایکس-پرس پیرل
ایکس-پرس پیرل (انگلیسی: X-Press Pearl) یک کشتی کانتینری ثبت شده در سنگاپور بود که در فوریه ۲۰۲۱ به خدمت گرفته شد و حدود ۱۸۶ متر طول داشت. در ۲۰ مه ۲۰۲۱ کشتی در سواحل کلمبو سریلانکا دچار آتش سوزی شد. تا ۲۷ مه شعله‌های آتش کل کشتی را در برگرفت، در حالی که آتش‌نشانی سریلانکا اعلام کرد که آتش در ساعات پایانی ۲۷ مه تحت کنترل درآمده‌است. بعد از ۱۲ روز آتش سوزی، کشتی در ۲ ژوئن ۲۰۲۱ غرق شد. نشت اسید نیتریک باعث بدترین فاجعه زیست محیطی دریایی در تاریخ سریلانکا گردید.